# Luke Newberry

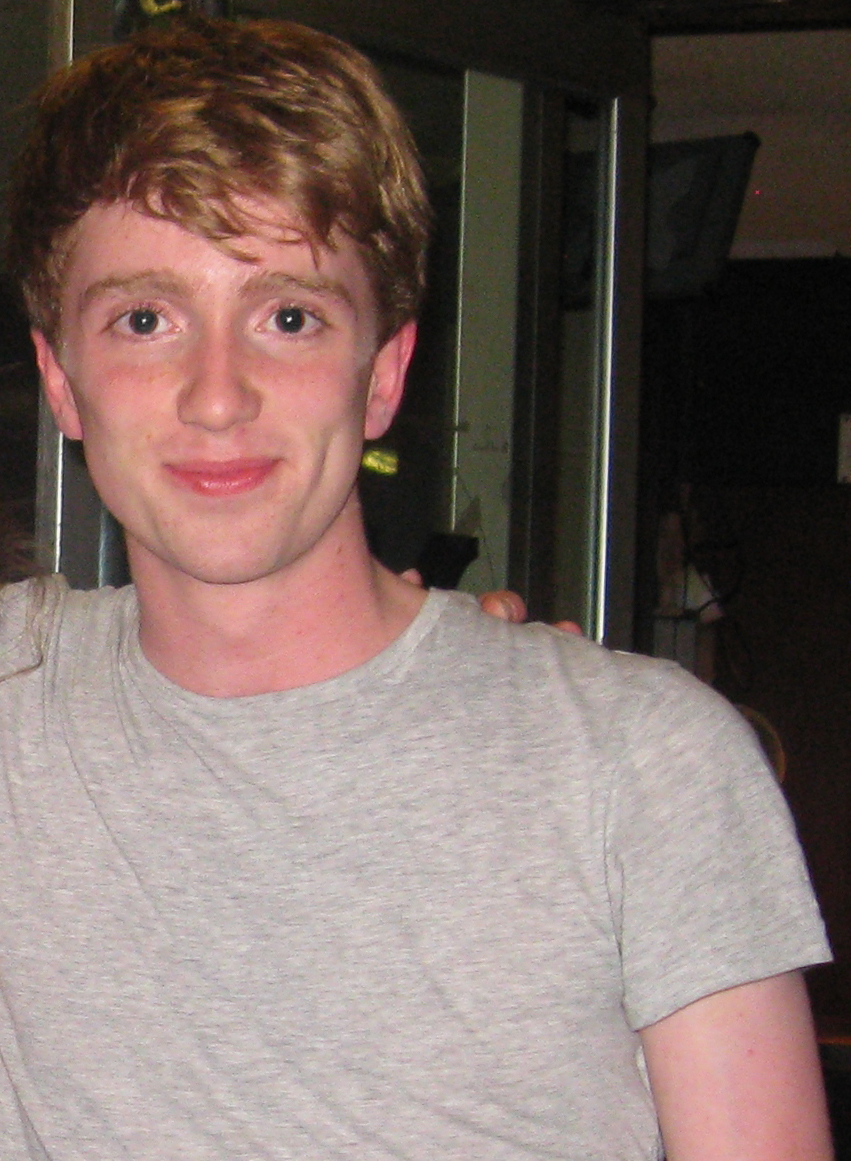
Luke Newberry (2012)

Luke Newberry (* 19. Februar 1990 in Exeter) ist ein britischer Schauspieler.

## Leben
Nach seinem Schulabschluss am Exeter College studierte Newberry an der renommierten Schauspielschule Bristol Old Vic Theatre School, welche er 2011 mit einem Bachelor abschloss.
Nachdem er bereits als Kind den Wunsch geäußert hatte, Schauspieler zu werden, spielte Newberry im Alter von elf Jahren in dem Musical The Secret Garden die Rolle des Colin Craven, bevor er 2002 in dem Film The Heart of Me an der Seite von Helena Bonham Carter und Paul Bettany zu sehen war. 2010 wurde bekannt, dass Newberry für die Rolle des Teddy Lupin in Harry Potter und die Heiligtümer des Todes – Teil 2 gecastet wurde, jedoch wurde seine Rolle aus der Endfassung des Films geschnitten. Newberry erschien 2012 in der BBC-Serie Sherlock, wo er einen jungen Polizisten verkörperte. 2013 spielte er die Hauptrolle des Kieren Walker in der britischen Dramaserie In the Flesh, die ihm eine BAFTA-Nominierung als bester Hauptdarsteller einbrachte.
Newberry hat zwei ältere Schwestern und lebt in London.

## Filmografie
Film und Fernsehen
- 1997: Alone
- 2000: Thin Ice
- 2002: The Heart of Me
- 2003–2004: My Dad's The Prime Minister
- 2007: Doctors
- 2008: It's Better Now
- 2012: 8 Minutes Idle
- 2012: Anna Karenina
- 2012: Quartett
- 2012: Sherlock (Fernsehserie, 1 Folge)
- 2012: All Men’s Dead
- 2012: Eradicate (Kurzfilm)
- 2012: Mrs Biggs
- 2013: Frankenstein's Army
- 2013: Lightfields
- 2013–2014: In the Flesh
- 2013: Dance for Me (Kurzfilm)
- 2014: The Legend of Hercules
- 2014: Suspects (Fernsehserie, 2 Folgen)
- 2015: Cucumber
- 2015: Banana
- 2015: Slapper and Me
- 2015: From Darkness
- 2017: Death in Paradise (Fernsehserie, 2 Folgen)
- 2022: Gentleman Jack (Fernsehserie, 2 Folgen)

## Theater
- 2001: The Secret Garden (RSC)
- 2006: God Save The Teen (National Youth Theatre)
- 2011: The Aliens (Trafalgar Studios)
- 2012: Finer Noble Gases (Theatre Royal Haymarket)
- 2012: Antigone (National Theatre)
- 2013: A Little Hotel on the Side (Theatre Royal Bath)
- 2015: Teddy Ferrara (Donmar Warehouse)

## Radio
- 1998: The Greengage Summer (BBC Radio 4)
- 2003: Jennings and Darbyshire (BBC Radio 4)
- 2005: The Papers of AJ Wentworth (BBC Radio 4)
- 2011: Do You Like Banana Comrades? (BBC Radio 4)
- 2015: John Gabriel Borkman (BBC Radio 4)

## Auszeichnungen und Nominierungen
| Jahr | Auszeichnung | Kategorie           | Für          | Resultat  |
| ---- | ------------ | ------------------- | ------------ | --------- |
| 2014 | BAFTA Awards | Bester Schauspieler | In the Flesh | Nominiert |